# Robert Bohn
Pour les articles homonymes, voir Bohn.
Robert Murray Bohn Sikol est un homme d'affaires et homme politique vanuatais.

## Biographie

### Origines, et condamnation pour blanchiment d'argent et racket
Né Robert Murray Bohn junior aux États-Unis, il grandit en Californie et émigre en 1978 dans ce qui est alors le condominium des Nouvelles-Hébrides, colonie franco-britannique qui se prépare à l'indépendance. En 1997 il obtient la nationalité vanuataise. Outre les diverses compagnies dont il est actionnaire, il devient le directeur général de l'entreprise Vanuatu Maritime Services Ltd, qui maintient le registre des navires battant pavillon du Vanuatu et vend des pavillons de complaisance.
Fin 2002, il est arrêté à la Nouvelle-Orléans aux États-Unis et inculpé pour blanchiment d'argent (à travers une banque vanuataise dont il a été le directeur général), racket, fraude postale et contrebande ; il est notamment soupçonné d'avoir contribué à blanchir de l'argent issu d'une fraude internationale à la loterie d'une valeur de 100 000 000 US$ et ayant escroqué des personnes dans des pays caribéens, au Canada, aux États-Unis, en Australie et en Nouvelle-Zélande. En 2005, à Memphis dans le Tennessee, il est reconnu coupable de blanchiment d'argent, de racket et de fraude et condamné à une peine de prison ainsi qu'à une amende. Libéré en mars 2007, il retourne au Vanuatu où il retrouve son poste de directeur général de l'entreprise Vanuatu Maritime Services Ltd,,,,.

### Carrière politique
Dans les années 2000, il est la principale source de financement du parti Confédération verte dont le chef, Moana Carcasses, devient le chef de l'opposition parlementaire vanuataise, soutenant une économie fortement dérèglementée et le statut de paradis fiscal du pays. En 2011, il obtient d'être adopté par une famille autochtone de l'île d'Épi où il réside, et se voit attribuer le nom autochtone coutumier « Sikol » qui signifie « pont » dans l'une des langues de l'île. Il fonde le Parti du développement progressif de Vanuatu (PDPV), et obtient du Parlement en 2012 le vote d'un amendement à la loi électorale, afin qu'une personne adoptée par une famille coutumière d'une île puisse être candidate aux élections législatives dans la circonscription comprenant cette île,,. Il est élu député d'Épi aux élections législatives de 2012, battant le député travailliste sortant Ioane Simon. Il n'est que la deuxième personne naturalisée vanuataise à être élue députée, après Moana Carcasses en 2002,, même s'il y a eu d'autres députés non-autochtones tels que Guy Prévot (élu avant l'indépendance du Vanuatu, et destitué peu après l'indépendance pour n'avoir pas renoncé à la nationalité française) et  Dinh Van Than (né vanuatais, élu député en 1999). En 2015, la Cour suprême ordonne à l'État de lui verser 14 000 000 vatu (environ 108 000 €) pour avoir rompu un contrat avec son entreprise Western Pacific Marine pour la récupération de deux épaves de navires.
En 2015 également, il est arrêté et inculpé pour corruption avec quatorze autres députés de la majorité parlementaire du gouvernement Kilman V, dont les ministres Moana Carcasses, Willie Jimmy, Paul Telukluk, Tony Nari et Serge Vohor. Moana Carcasses est accusé d'avoir soudoyé les quatorze autres pour qu'ils fassent défection au Premier ministre Joe Natuman et permettent l'élection par le Parlement de Sato Kilman. Robert Bohn est le seul des quinze accusés à être acquitté ; les autres accusés sont condamnés à des peines de prison accompagnées d'une peine d'inéligibilité. Contraint de remanier son gouvernement en raison de la destitution de ses cinq ministres incarcérés, Sato Kilman fait entrer Robert Bohn au gouvernement comme ministre de la Justice le 10 novembre,. Sato Kilman ayant refusé de former un gouvernement d'union nationale avec l'opposition, le président de la République Baldwin Lonsdale dissout le Parlement deux semaines plus tard, le 24 novembre. Des élections anticipées se tiennent en janvier 2016, et Robert Bohn est battu dans sa circonscription d'Épi. Aux élections de 2020 c'est dans la circonscription de Port-Vila qu'il se présente, et avec l'étiquette de la Confédération verte ; il termine à la septième place sur trente-huit candidats, dans cette circonscription qui envoie cinq députés au Parlement. Dans le même temps le candidat de son Parti du développement progressif, John Roy Niel, est élu député d'Épi. La circonscription d'Épi ayant deux sièges au Parlement, Robert Bohn et John Roy Niel s'y présentent tous deux pour le PDPV aux élections anticipées de 2022 ; terminant deuxième avec une cinquantaine de voix d'avance sur Robert Bohn, John Niel conserve son siège tandis que Bohn échoue à entrer à nouveau au Parlement.
En septembre 2023 Marc Ati, nouvellement nommé ministre des Affaires étrangères dans le gouvernement Kilman VI, le nomme envoyé spécial aux affaires maritimes internationales, chargé de promouvoir à l'étranger les intérêts du Vanuatu en matière de fret maritime et de politique maritime.
Robert Bohn retrouve un siège de député de la circonscription d'Épi aux élections législatives de janvier 2025, et écrit alors une lettre à chacun des autres députés, leur demandant de soutenir sa candidature au poste de Premier ministre. Jotham Napat, chef du Parti des dirigeants de Vanuatu, le plus grand parti à la nouvelle assemblée, rejette publiquement sa demande et affirme que seuls les autochtones devraient prétendre à cette fonction.